# Mike Harris (pilota automobilistico)
Michael George Harris, detto Mike (Mufulira, 25 maggio 1939 – Durban, 8 novembre 2021), è stato un pilota automobilistico sudafricano.
Partecipò al Gran Premio del Sud Africa nel 1962 con una Cooper-Alfa Romeo non portando a termine la gara.

## Risultati in Formula 1
| 1962 | Scuderia       | Vettura    |  |  |  |  |  |  |  |  |     |  |  | Punti | Pos. |
| ---- | -------------- | ---------- |  |  |  |  |  |  |  |  | --- |  |  | ----- | ---- |
| 1962 | Pilota privato | Cooper T53 |  |  |  |  |  |  |  |  | Rit |  |  | 0     |      |

| Legenda | 1º posto     | 2º posto | 3º posto    | A punti         | Senza punti/Non class.  | Grassetto – Pole position Corsivo – Giro più veloce |
| Legenda | Squalificato | Ritirato | Non partito | Non qualificato | Solo prove/Terzo pilota | Grassetto – Pole position Corsivo – Giro più veloce |